# Organy w bazylice św. Andrzeja w Olkuszu

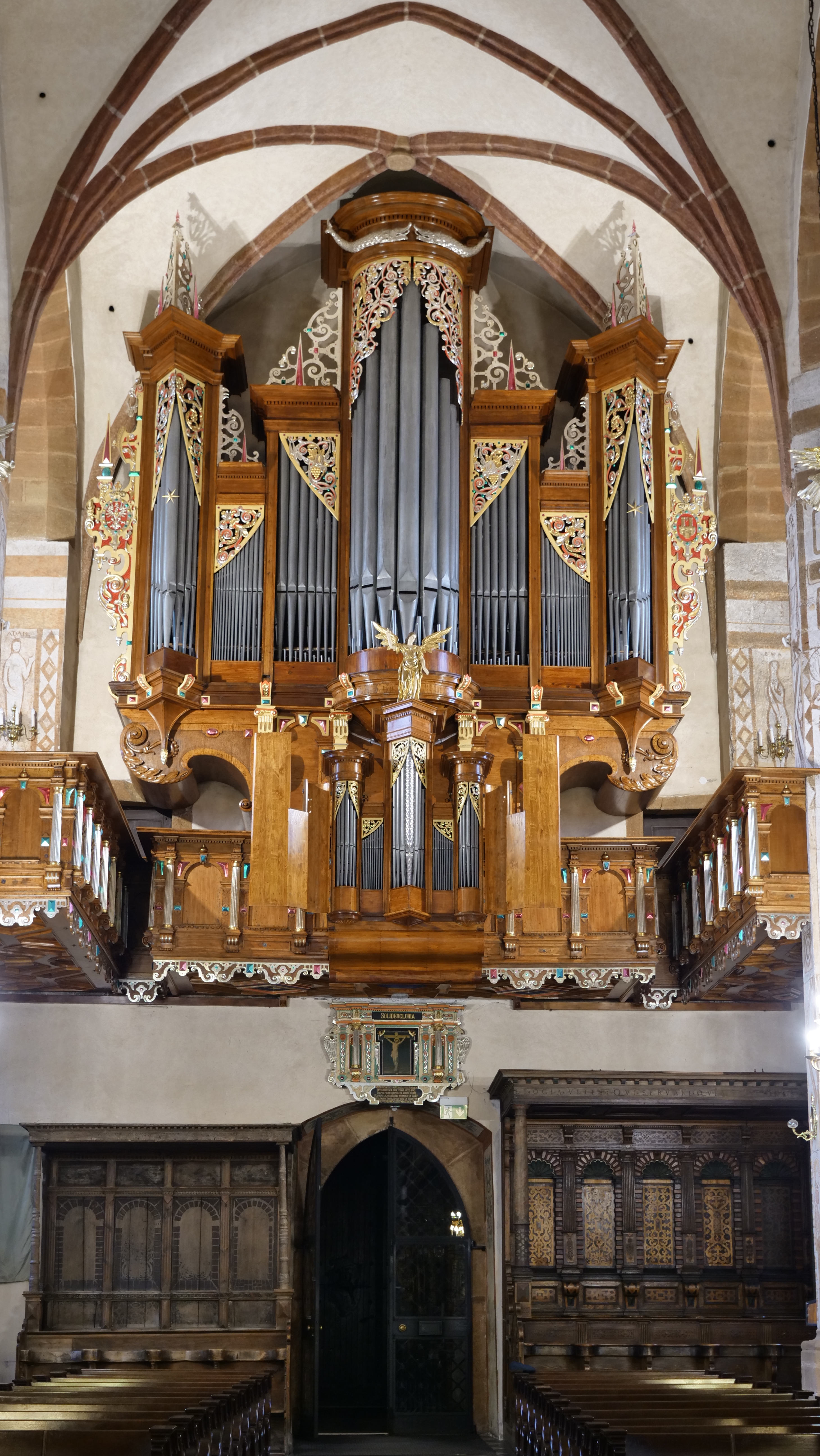
Widok od strony prezbiterium

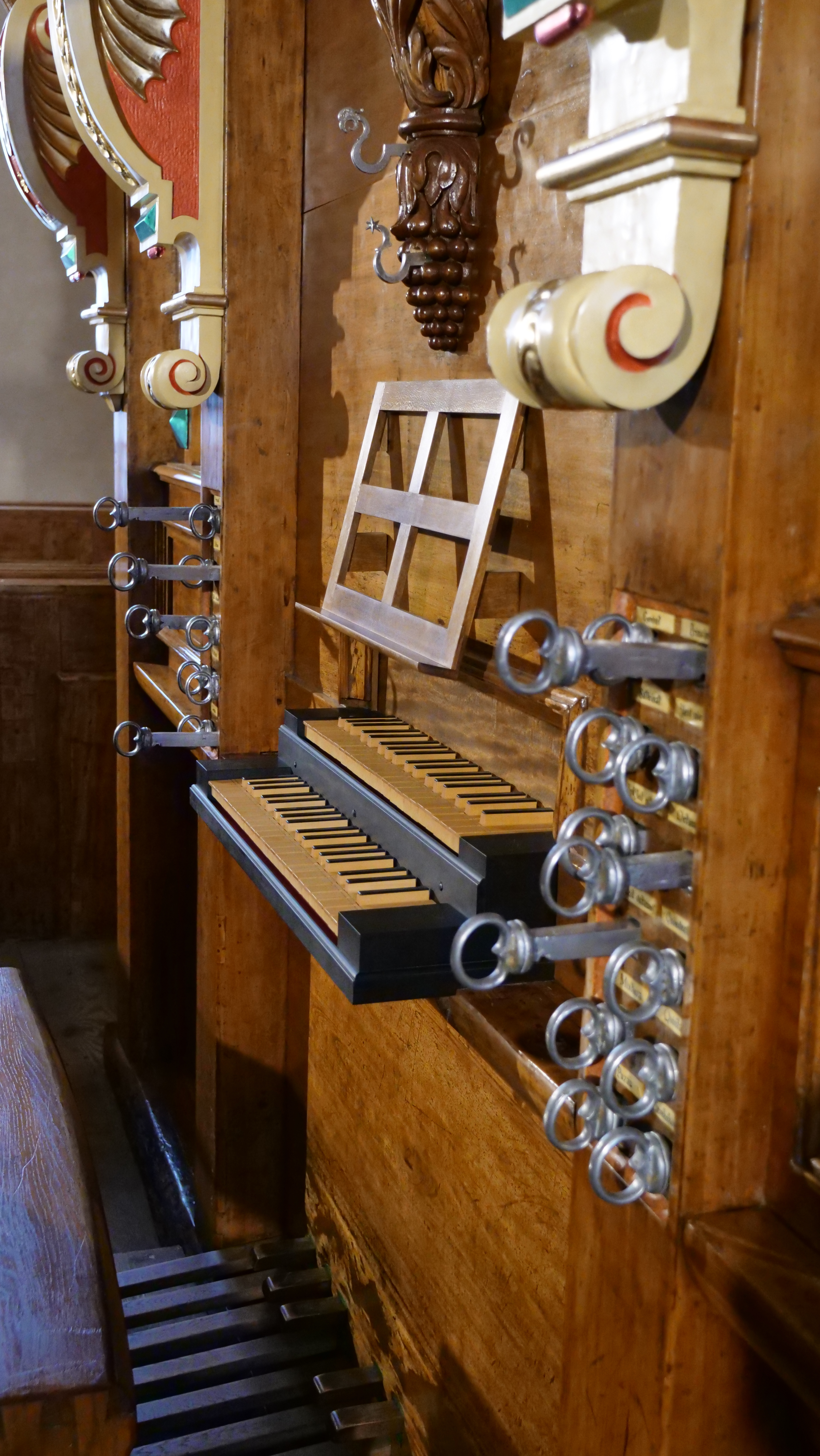
Stół gry

Organy w bazylice św. Andrzeja w Olkuszu – 31-głosowe późnorenesansowe organy piszczałkowe z mechaniczną trakturą w bazylice św. Andrzeja w Olkuszu. Jedne z najstarszych, wyposażonych w trakturę mechaniczną, grywalnych organów w Polsce. Zbudowane w latach 1618–1633 przez organmistrzów Hansa Hummla i Jerzego Nitrowskiego. Ostatnia konserwacja instrumentu przeprowadzona była w latach 2015–2018.

## Charakterystyka
Organy umieszczone są na emporze w tylnej części kościoła. Składają się z dwóch części, między którymi znajduje się stół gry: trójwieżowej części głównej i Rückpositivu – wysuniętego do przodu pozytywu. Większość komponentów instrumentu jest oryginalna; jedynie 6 z 31 głosów oraz zespół 8 miechów klinowych to całkowite rekonstrukcje. W prospekcie znajdują się piszczałki trzech głosów pryncypałowych: 16-stopowe (około 5 metrów) należące do sekcji pedału, 8-stopowe sekcji manuału głównego i 4-stopowe pozytywu. Instrument posiada w dyspozycji dwa, przypominające w brzmieniu instrument perkusyjny, staropolskie głosy o nazwie „Cymbał”. Na filarach naprzeciwko organów umieszczone są dwie piszczałki należące do efektu dodatkowego – tympanu, który imituje brzmienie kotłów.

### Dyspozycja
Dyspozycja organów po konserwacji zakończonej w 2018 roku:
| Manuał I Hauptwerk | Manuał II Rückpositiv | Pedał Pedalwerk |
| --- | --- | --- |
| Principał 8′ Fleit wielki 8′ Salicinał 8′ Octawa 4′ Fleit octawnÿ 4′ Spilfleit octawnÿ 4′ Quinta 3′ Quindecima 2′ Gembshorn 2′ Mixtura VII 2′ Cymbał V Puzan 8′ | Principał 4′ Quinathena 8′ Fleit octawnÿ 4′ Octawa 2′ Flecik mniejszÿ 2′ Scadek 1′ Mixtura III 1′ Cymbał III Komport 8′ Sałamaia 4′ | Principał 16′ Octawa 8′ Fleit wielki 8′ Quinta 6′ Quindecima 4′ Fleit octawnÿ 4′ Mixtura VI 4′ Pomorth 16′ Cornet 2′ |
| (kolorem czerwonym oznaczono głosy języczkowe) Urządzenia dodatkowe: tympan, gwiazdy, słowik                                                                    | | |